# António Pinto Basto
António João Ferreira Pinto Basto (Évora, Sé e São Pedro, 6 de Maio de 1952), conhecido por António Pinto Basto, é um fadista português.

## Biografia
Filho do engenheiro António Ferreira Pinto Basto (Aveiro, Glória, 12 de Maio de 1913 - ?) e de sua mulher (Estremoz, Evoramonte, Casa da Juceira, Capela do Coração de Jesus, 20 de Abril de 1941) Maria Luísa de Matos Fernandes de Vasconcelos e Sá (Lisboa, São Mamede, 17 de Agosto de 1920 - ?), sobrinha-bisneta do 1.º Barão de Albufeira e prima sobrinha em segundo grau do 1.º Visconde de Silvares.
António Pinto Basto começou a interessar-se pelo Fado aos 13 anos. Uma noite os pais levaram-no a uma noite de fados na Feira dos Salesianos de Évora e Pinto Basto e a sua irmã, resolveram recriar aquele ambiente e improvisar um retiro na garagem da casa, a Toca, em homenagem à casa de Carlos Ramos.
António Pinto Basto tinha acesso aos poemas do seu avô materno, João Vasconcellos e Sá, e, como tal, desde cedo, cantava letras originais nos fados tradicionais. O seu tio, José de Vasconcellos e Sá, depois de passar pela Toca numa das noites de festa, apreciando os dotes de intérprete do seu sobrinho, resolve inscrevê-lo na Grande Noite do Fado. Com 16 anos, António Pinto participou neste concurso, como representante da Casa do Alentejo. Pela mesma altura também teve a experiência de cantar em casas de fado. Lembra-se, por exemplo, de o ter feito no Timpanas.
É também por intermédio desse tio que grava o primeiro disco, em 1970. Um EP editado pela Alvorada, com letras do avô e do tio e músicas do fado tradicional (Fado Franklin, Fado Vitória, Fado Dois Tons e Fado das Horas). Nessa altura foi também a alguns programas de televisão e concedeu entrevistas. Tinha apenas 17 anos quando, com este primeiro disco, iniciou a sua carreira. Nos anos de 1972 e 1973 gravou mais dois EPs. 
Depois foi estudar para Luanda e voltou um mês depois do 25 de Abril de 1974. Nesse mesmo ano completou a sua licenciatura em Engenharia Mecânica, no Instituto Superior Técnico da Universidade Técnica de Lisboa.
António Pinto Basto acabaria por se dedicar exclusivamente ao Fado, após gravar, em 1988, o maior sucesso da sua carreira — "Rosa Branca", um fado escrito pelo seu avô João, cujas vendas atingiram o disco de platina e renderam cerca de 120 espectáculos em apenas um ano, além de ter dado 73 entrevistas. Tornou-se incomportável manter a atividade profissional como empregado da Siderurgia Nacional, que resolveu abandonar no final do ano de 1989. Nesse ano editou mais um álbum, Maria (1989), que repetiu o sucesso de vendas.
Confidências à Guitarra foi editado em 1991. Segue-se a colectânea Os Grandes Sucessos de António Pinto Basto (1993) e Desde o Berço (1996). 
Em 1997 realizou uma digressão na Turquia, numa iniciativa da Comissão Europeia. Em 2000 conduziu o programa Fados de Portugal, na RTP1. 
Sobre várias letras de fado publicadas em volume (letras do fado vulgar, Quetzal, 1998), José Campos e Sousa compôs as peças que em 2003 são gravadas na voz de António Pinto Basto.
Faz parte do grupo Quatro Cantos, onde recuperam grandes nomes do fado. Tem-se apresentado em países como África do Sul, Brasil, Índia, EUA, Canadá ou Macau. 

## Prémios e condecorações
Foi distinguido com os prémios: 
- "Revelação" - Grande Prémio da Rádio Renascença 1988
- "Se7e de Oiro Revelação" (1988) Música[5]
- "Se7e de Oiro" - Fado 1988
- "Popularidade" - Grande prémio Rádio Renascença 1989
- "Popularidade" - Casa da Imprensa 1989
- "Popularidade" - Casa da Imprensa 1990
- "Prémio Popularidade Despertar" 1991
- "Troféu Neves de Sousa - Casa da Imprensa 1998
- Discos de Platina Rosa Branca, Maria, Confidências à Guitarra

Foi uma das 50 figuras do fado e da guitarra portuguesa homenageadas, em 2012, aquando da celebração do primeiro aniversário do fado enquanto Património Imaterial da Humanidade, tendo nessa altura recebido a Medalha Municipal de Mérito (Grau Ouro), da cidade de Lisboa. 

## Discografia
Entre a sua discografia encontram-se: 

### EP e álbuns de estúdio
- EP "António Pinto Basto" (EP, Alvorada) Alvorada EP-60-1192
- 1970 - EP "Povo Sagrado" (EP, Aquila)
- 1973 - EP "Saudades peregrinas" (EP, Aquila)
- 1974 - EP "Tem Fé Caminheiro" (EP, Aquila) Aquila EP-S-81-36
- 1988 - Rosa Branca (LP, Polygram)
- 1989 - Maria (2xLP, Polygram)
- 1991 - Confidências à Guitarra (LP, Polygram)
- 1995 - António Pinto Basto em Évora (VHS)
- 1996 - Desde o Berço (CD)
- 2001 - Rendas Pretas (CD, Zona Musica)
- 2003 - Letras do Fado Vulgar (CD, Zona Música)
- 2007 - Prata da Casa (CD, Espacial)
- 2009 - Bodas de Coral (CD, Espacial)
- 2010 - Viagem p'lo Fado (com José Gonzales)
- Natal Em Família (com José Gonzales)

### Compilações
- 1993 - Os Grandes Sucessos de António Pinto Basto (CD, Polygram)
- 1994 - O Melhor dos Melhores n.º 28 (CD, Movieplay)[10]